# Quốc lộ 5 (Campuchia)

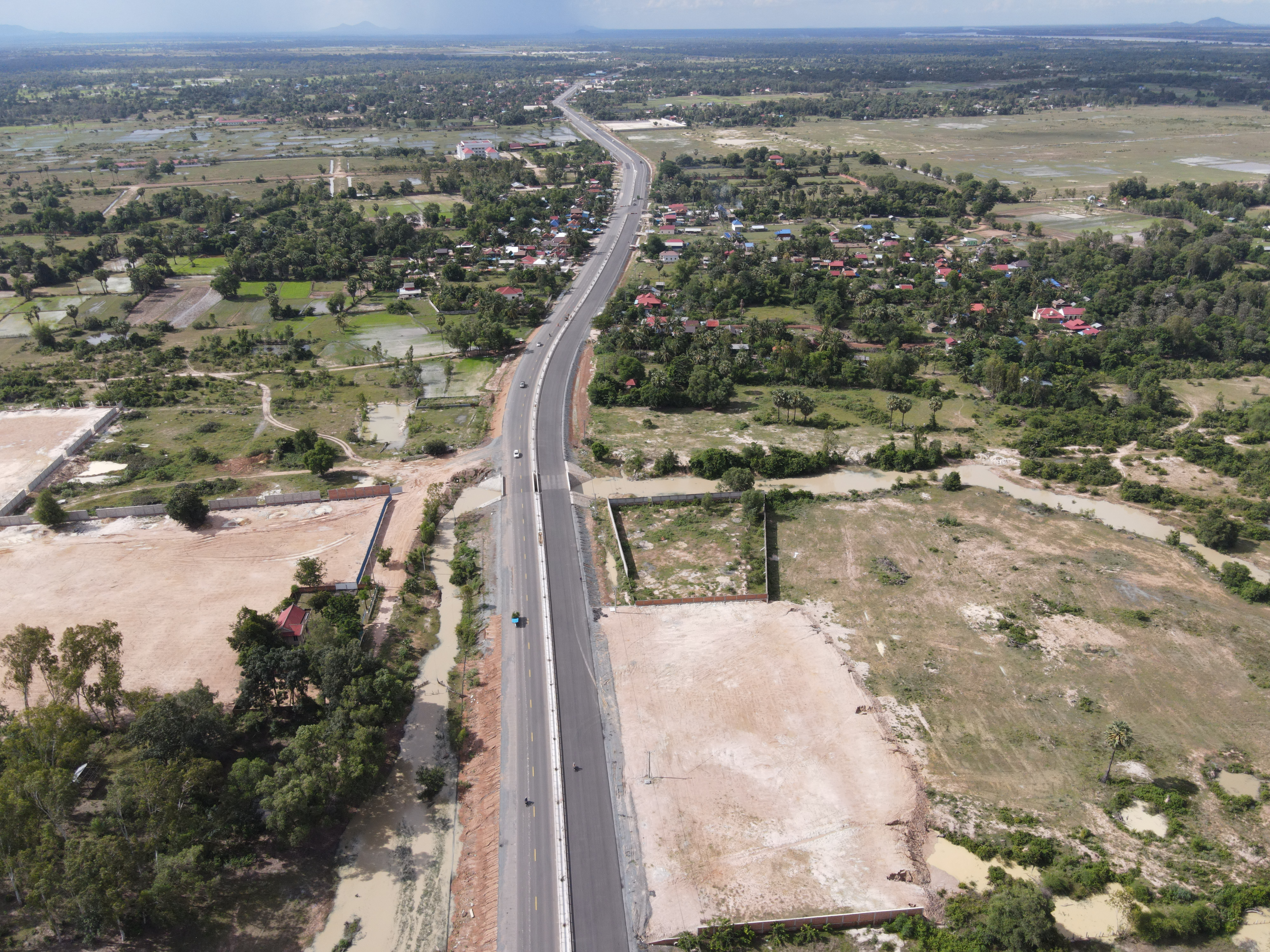
Quốc lộ 5 ở Km 58 đoạn qua Kampong Chhnang

Quốc lộ 5 (10005) là một tuyến đường bộ ở Campuchia. Tuyến đường này có tổng chiều dài 407,45 km. Tuyến đường này nối thủ đô Phnôm Pênh của Campuchia với Thái Lan ở phía tây. Các thị xã trên tuyến đường này gồm Pouthisat, Battambang, Sisophon.